# Thomas Böhni

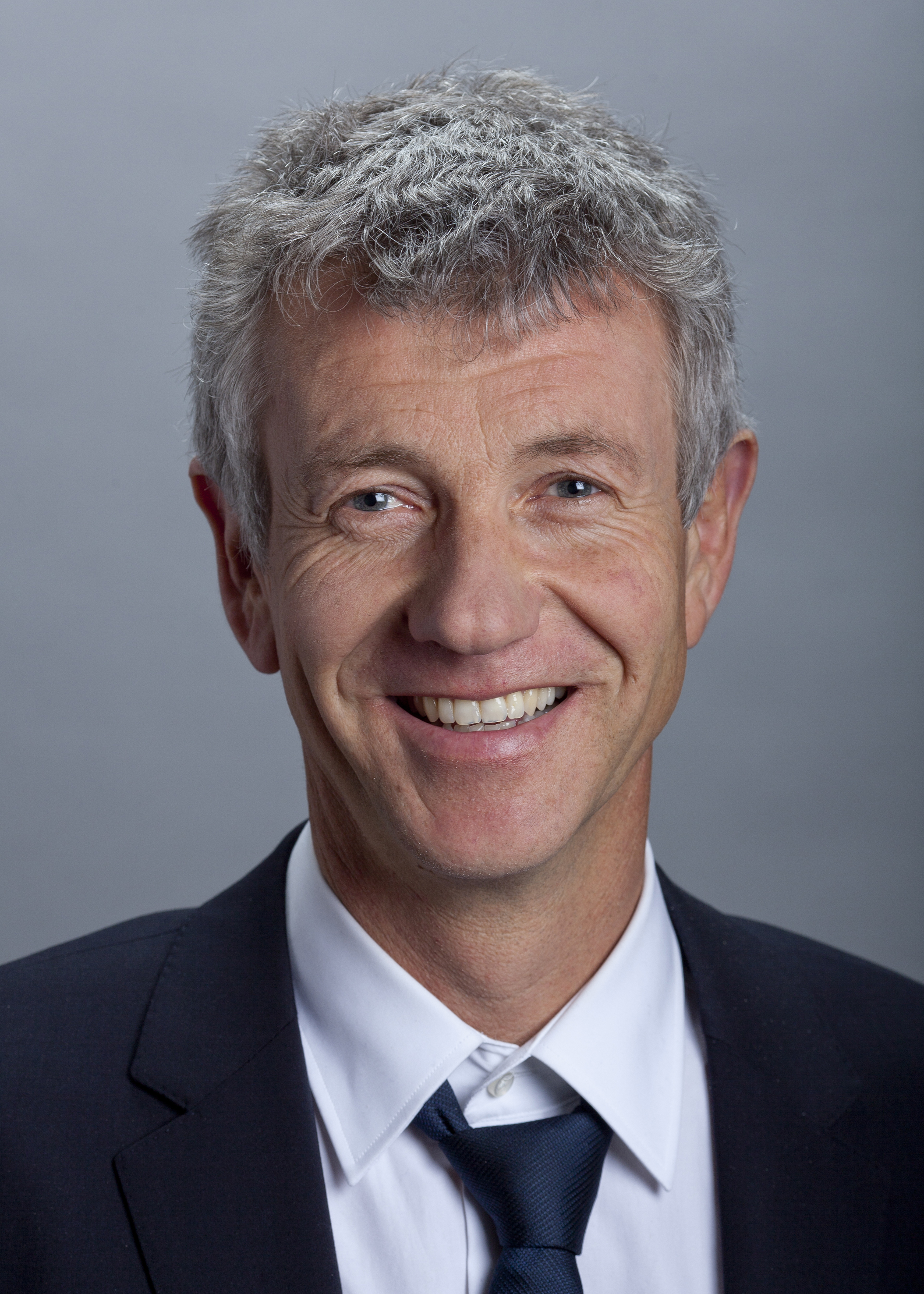
Thomas Böhni

Thomas Böhni (* 24. Dezember 1964 in Stein am Rhein) ist ein Schweizer Politiker (GLP) und von 2011 bis 2015 Nationalrat aus dem Kanton Thurgau.

## Biografie
Thomas Böhni absolvierte eine Lehre als Landmaschinenmechaniker mit Berufsmatura, studierte anschliessend Maschinenbau und machte ein Nachdiplomstudium in Biotechnologie. Er hat diverse Firmen im Bereich der Solarenergie und Biogas gegründet und ist im Moment Geschäftsführer und Inhaber der Solarzentrum Ostschweiz GmbH. Böhni wohnt in Frauenfeld und hat drei Kinder.
Seine politische Karriere startete er 2008 als Grossrat des Kantons Thurgau. Bei den Nationalratswahlen 2011 wurde er in den Nationalrat gewählt und ist damit der erste glp-Nationalrat des Thurgaus. Daraufhin trat Böhni aus dem Kantonsrat zurück, um sich auf sein Amt als Nationalrat konzentrieren zu können. Anlässlich der Schweizer Parlamentswahlen 2015 verlor er sein Mandat.
Thomas Böhni ist ausserdem Gründungs- und Vorstandsmitglied der Grünliberalen Partei des Kantons Thurgau. 